# Bolehošť
Bolehošť är en ort i Tjeckien. Den ligger i den centrala delen av landet, 120 km öster om huvudstaden Prag. Bolehošť ligger 261 meter över havet och antalet invånare är 545.
Terrängen runt Bolehošť är platt. Runt Bolehošť är det ganska tätbefolkat, med 90 invånare per kvadratkilometer. Närmaste större samhälle är Hradec Králové, 17,4 km väster om Bolehošť. I omgivningarna runt Bolehošť växer i huvudsak blandskog.